# CDAGS-syndroom
CDAGS-syndroom is een zeer zeldzaam syndroom dat wordt gekarakteriseerd door craniosynostose en andere schedeldefecten, vertraagde sluiting van de fontanellen, doofheid, anale afwijkingen, urogenitale misvormingen en huiduitslag. CDAGS wordt veroorzaakt door heterozygote varianten van het RNU12-gen, die de functie van het minor spliceosoom verstoren. Er zijn wereldwijd slechts 14 gevallen bekend.

## Symptomen
Het klinische beeld is heel complex en er is redelijk wat variatie in de presentatie tussen de verschillende patiënten.
De meeste CDAGS-patiënten worden geboren met een bicoronale craniosynostose. Andere schedeldefecten kunnen ook aanwezig zijn. Bij de geboorte staan de voorste en achterste fontanellen wijd open en zullen ze later sluiten dan normaal. CDAGS wordt ook geassocieerd met microcefalie, die bij sommige patiënten meer uitgesproken is dan bij andere.
Bijna alle patiënten worden geboren met anale afwijkingen. Vaak anus imperforatus of een rectovestibulaire fistel. Bij ten minste één patiënte waren er bij de geboorte geen anale afwijkingen aanwezig.
Alle patiënten hebben last van huiduitslag. Bij sommige patiënten worden de huidletsels beschreven als psoriasiform, maar bij de meeste patiënten worden ze beschreven als porokeratose-achtig. De huidletsels bestaan doorgaans uit hyperkeratotische ringen met kwetsbare, beschadigde huid in het midden. De huidletsels manifesteren zich in een typisch symmetrisch patroon, waarbij het gezicht en de ledematen de meest getroffen delen van de huid zijn. Over het algemeen zijn de huidletsels niet pijnlijk, hoewel patiënten jeuk en een licht branderig gevoel kunnen ervaren.
Mannelijke patiënten worden getroffen door urogenitale misvormingen. Hypospadie is een veel voorkomend symptoom.
Veel patiënten hebben gehoorverlies. Sommigen zijn volledig doof, anderen hebben slechts gedeeltelijk gehoorverlies.
Bij ongeveer de helft van de patiënten is er mentale achterstand. Vaak is dit al merkbaar in de peutertijd, waar ontwikkelingsmijlpalen niet op tijd worden bereikt. Soms wordt het pas opgemerkt op de leeftijd van 5 tot 7 jaar, wanneer patiënten ondergemiddeld presteren op school. Er is ook melding gemaakt van normale intelligentie.
Veel patiënten hebben geen sleutelbeenderen of hebben onderontwikkelde sleutelbeenderen, wat een verhoogde mobiliteit van de schouders kan veroorzaken.
Veel patiënten hebben tandheelkundige defecten zoals glazuurdysplasie.
In sommige gevallen is een gespleten gehemelte gerapporteerd.
Bij één patiënt zijn overlappende tenen beschreven.
Alle patiënten lijden aan een zekere vorm van alopecia. Pasgeborenen hebben doorgaans alopecia totalis. Tijdens de kindertijd zal het haar op de hoofdhuid later dan normaal opkomen, maar uiteindelijk zal het er doorgaans normaal uitzien. Het hoofdhaar van sommige patiënten zal dun blijven. Wimpers zullen schaars zijn en zullen dat meestal ook blijven. Wenkbrauwen zijn doorgaans volledig afwezig. Ook het lichaamshaar zal zeer schaars of zelfs geheel afwezig zijn.

## Genetica
CDAGS is een spliceosomaal syndroom. Vanwege een defect aan het minor spliceosoom worden in 120 genen alternatieve splicing events waargenomen en wordt de genexpressie ontregeld. De genexpressie wordt het meest beïnvloed in de huid, wat de huiduitslag verklaart. De biologische processen die het meest worden aangetast zijn morfogenese en ontwikkeling van de voorhersenen. Dit verklaart de skeletafwijkingen en mentale achterstand die bij sommige patiënten worden waargenomen.

## Diagnose
De klinische diagnose wordt doorgaans gesteld op basis van het typische huideruptiepatroon in combinatie met bicoronale craniosynostose en anale atresie. Sequencing van het RNU12-gen kan de diagnose genetisch bevestigen.

## Behandeling
De schedeldefecten, urogenitale misvormingen en anale afwijkingen kunnen operatief worden gecorrigeerd en hebben doorgaans een goede prognose.
Bij gehoorverlies kunnen hoortoestellen worden voorgeschreven.
Er bestaat geen echte remedie tegen de huiduitslag. De behandeling bestaat voornamelijk uit het regelmatig aanbrengen van hydraterende crèmes. Opportunistische bacteriële infecties, vaak door Staphylococcus aureus, kunnen worden behandeld met plaatselijke of systemische antibiotica of een combinatie van beide. Bij sommige patiënten worden retinoïden in combinatie met corticosteroïden gebruikt. Elinol wordt ook gebruikt. Op latere leeftijd is pulsed dye laserbehandeling mogelijk om de littekens van de huidletsels te verminderen. Omdat de huiduitslag erg moeilijk te behandelen is, kan deze een grote impact hebben op de levenskwaliteit van de patiënten.
De mentale en motorische ontwikkeling dienen na de geboorte opgevolgd te worden, zodat therapie vroeg genoeg kan starten als daar achterstand is.

## Epidemiologie
Er zijn wereldwijd 14 gevallen bekend in 10 families. Op basis van genetische data wordt geschat dat CDAGS bij ongeveer 1 op de 40 miljoen geboorten voorkomt.

## Geschiedenis
De eerste bekende patiënten zijn een Japanse broer en zus, gerapporteerd in 1981. Het was al duidelijk dat de aandoening erfelijk was, aangezien zowel broer als zus het hadden. Onderzoekers vroegen zich destijds af of dit een nieuw, onontdekt syndroom was.
- In 1990 werd een Ierse patiënt gerapporteerd.[11] De link met de Japanse patiënten werd niet gelegd. Toen in 1998 een broer geboren werd met dezelfde afwijkingen, werd duidelijk dat ze met een erfelijk syndroom te maken hadden. De naam CAP-syndroom werd gekozen, een afkorting voor: craniosynostose, anale afwijkingen en porokeratose.[4]
- In 2005 ontdekte Mendoza-Londono 3 nieuwe Amerikaanse gevallen in 2 families. Hij legde de link tussen zijn patiënten en de Japanse en Ierse patiënten. Omdat nu duidelijk werd dat de naam CAP-syndroom de lading niet meer dekte, besloot hij tot een nieuwe naam: CDAGS. De afkorting "CDAGS" werd gekozen omdat die de meest prominente kenmerken van de aandoening samenvat: "C" staat voor craniosynostose en claviculaire hypoplasie; "D" voor vertraagde sluiting van de fontanel, schedeldefecten en, bij sommige patiënten, doofheid; "A" voor anale afwijkingen, inclusief anterieure plaatsing van de anus en imperforate anus; "G" voor urogenitale misvormingen; en "S" voor huiduitslag.[1]
- In 2013 werden 3 nieuwe patiënten gerapporteerd in 2 nieuwe gezinnen: 2 zussen in Libanon[5] en 1 meisje in de Verenigde Staten.[6]
- In 2017 werd de eerste Mexicaanse patiënt gerapporteerd. Zij is de eerste en enige patiënt waarbij overlappende tenen zijn gerapporteerd.[7]
- In 2020 werd het eerste Franse patiënt gerapporteerd: een 7-jarig meisje.[8]
- In 2021 werd een nieuwe Amerikaans patiënt gerapporteerd: een 2-jarige jongen.[2]
- In 2022 werd de eerste Belgische patiënt geboren.[9]

Door de jaren heen zijn er meerdere pogingen ondernomen om de genetische oorzaak te achterhalen. In 2005 stelde Mendoza-Londono vast dat de genetische oorzaak zich op 22q12-q13 bevond. 16 jaar later, in 2021, ontdekte Dr. Xing dat biallelische varianten in RNU12 het CDAGS-syndroom veroorzaken.